# Association marocaine de kitesurf
L’association marocaine de kitesurf (AMKS) الجمعية المغربية للاواح الطائرة est une association sportive à but non lucratif, fondée en février 2001 à Essaouira, au Maroc. Elle a pour objectif de développer le kitesurf au Maroc.
L'AMKS est également membre de International Kiteboarding Association (IKA) et International Sailing Federation (ISAF).
Président fondateur: Tarik OTTMANI

## Actions réalisées
- Divers actions et échanges sportifs et culturels, principalement avec les villes de La Rochelle, Marseille, Verbier et Tarifa.

## Événementiel
- 1er Festival International des Sports de Glisse 2002
- 2e Festival International des Sports de Glisse 2003
- 3e Festival International des Sports de Glisse 2004
- Championnat du Monde de kiteSurf 2006 (Étape du KPWT).
- Championnat du Monde de kiteSurf 2007 (Étape du KPWT).
- Championnat du Monde de kiteSurf 2008 (Étape Finale du KPWT).
- Championnat du Monde de kiteSurf 2009 (Étape Finale du KPWT).
- Championnat du Monde de kiteSurf 2010 (Étape du PKRA).
- Dakhla Kiteboarding World Cup 2011 (Étape du tour mondial PKRA).